# 聖家族、あるいはラ・ペルラ
『聖家族、あるいはラ・ペルラ』（せいかぞく あるいはラ・ペルラ、西: Sagrada Familia, llamada la Perla, 英: The Holy Family, or The Pearl）は、イタリア、盛期ルネサンスの巨匠ラファエロ・サンツィオが1518年頃に制作した絵画である。油彩。聖家族（イエス・キリストの家族）を主題としている。別名『ラ・ペルラ』（真珠の意）はスペイン国王フェリペ4世が自身の膨大な絵画コレクションの中で最も素晴らしいと考えた本作品を真珠に喩えたことに由来している。
ラファエロが死の数年前に制作した本作品は、1513年から1516年にローマに滞在し、彼より1年早くフランスで世を去ったルネサンスの巨匠レオナルド・ダ・ヴィンチの影響が色濃く表れている。帰属については異論があり、多くの場合は実際の制作者を弟子のジュリオ・ロマーノと見なしているが、近年の研究によってラファエロに帰属される傾向にある。現在はマドリードのプラド美術館に所蔵されている。

## 作品
ラファエロは朝の静謐さの中に、聖母マリアと幼いイエス・キリスト、聖ヨセフの3人と、聖ヨハネと聖エリザベト（マリアの母聖アンナとも言われる）の2人を加えた聖家族を描いている。
聖ヨハネは身にまとったラクダの毛皮を使ってたくさんの果物を両腕に抱えてイエスに差し出している。イエスは聖母マリアの膝の間で、聖ヨハネの果物に手を伸ばしながら、母の腕をすり抜けるように枝編み細工の揺りかごに左足を乗せており、いたずらっぽい笑みを浮かべながらマリアを見上げている。高齢で聖ヨハネを生んだと伝えられる聖エリザベトはマリアの若々しさとは対照的に、頭にターバンを巻いた老女の顔で描かれ、マリアの横に跪き、彼女の太股に片肘を突きながら、まぶたを閉じて瞑想しており、マリアは彼女の肩を抱き寄せながら幼い2人を見守っている。このように中央の4人はお互いに関係づけられているが、聖ヨセフだけは彼らから離れた場所、廃墟と化した建物の暗がりの中で孤立して描かれている。陽の光は画面の左から差し込み、背後の建物の暗がりが中央の人物たちを画面から浮かび上がらせている。また画面右の遠景には荒廃した建物や、枯れた川に架かる橋、道を行き交う人々や牛の引く荷車が、前景には柔らかな植生と貝殻が描かれている。

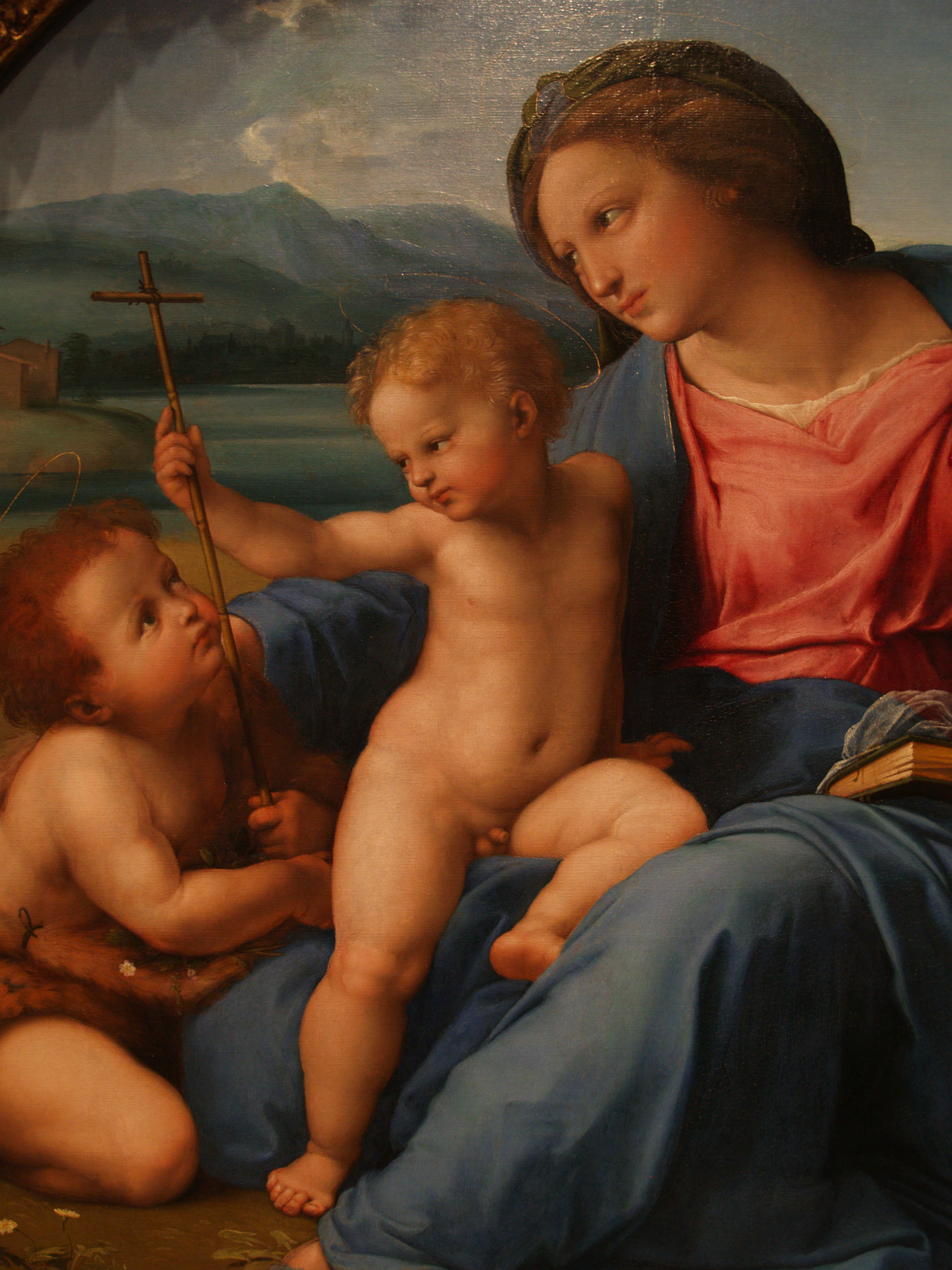
『アルバの聖母』。思慮深い面持ちで描かれる聖母マリア、イエス、ヨハネ。彼らはまるで自身の運命を知っているかのようである。ワシントン・ナショナル・ギャラリー所蔵。

ラファエロの描く聖ヨハネとイエス・キリストはしばしば自らの運命を理解しているように見える。本作品の場合は子供たちが無邪気に見えるのに対して、大人たちはやがて訪れる未来に苦しみを感じている。この苦しみは聖エリザベトにより顕著である。マリアはそんな従姉の肩を愛情深く、自然な仕草で抱き寄せている。

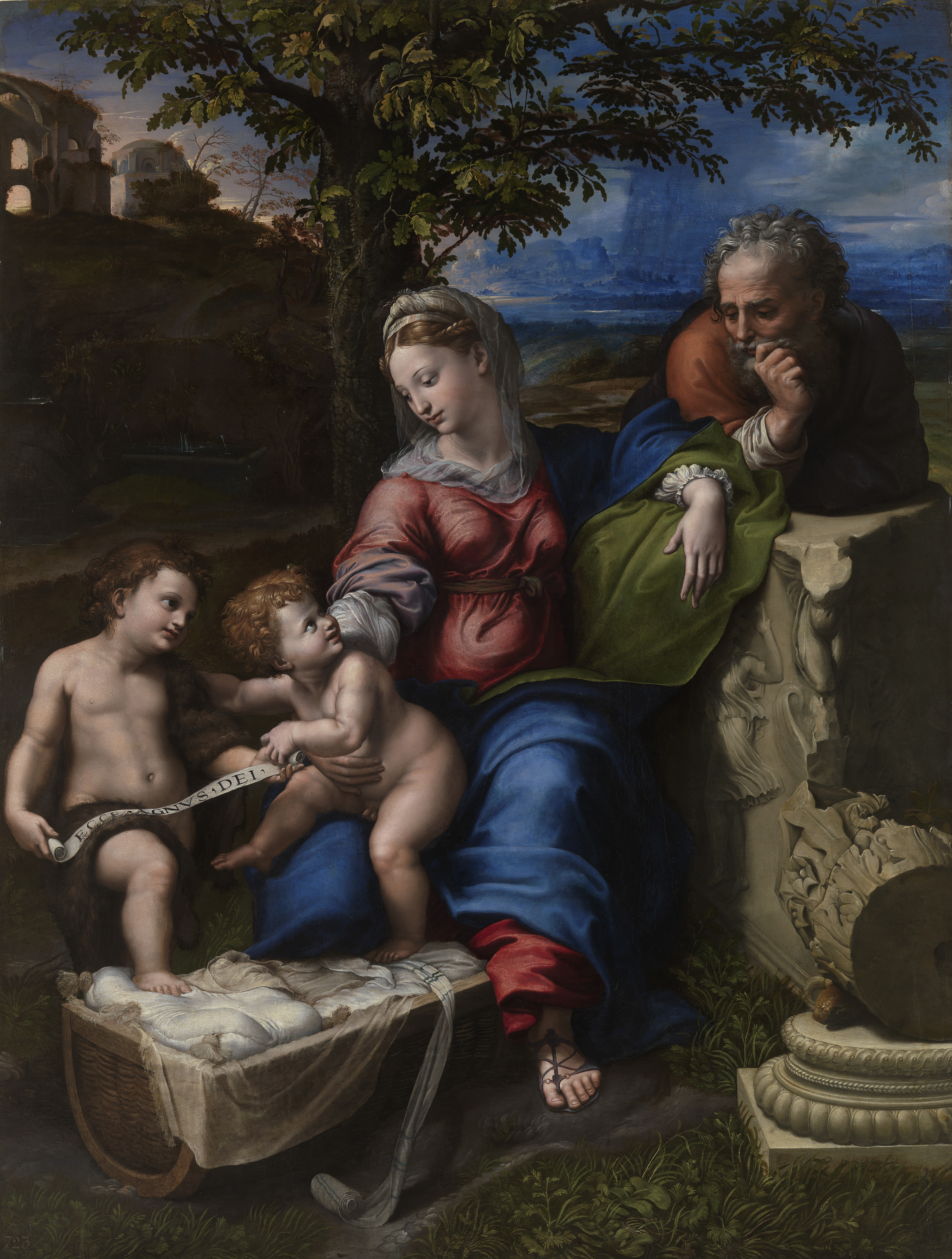
ラファエロ最晩年の絵画『樫の木の下の聖家族』。プラド美術館所蔵。

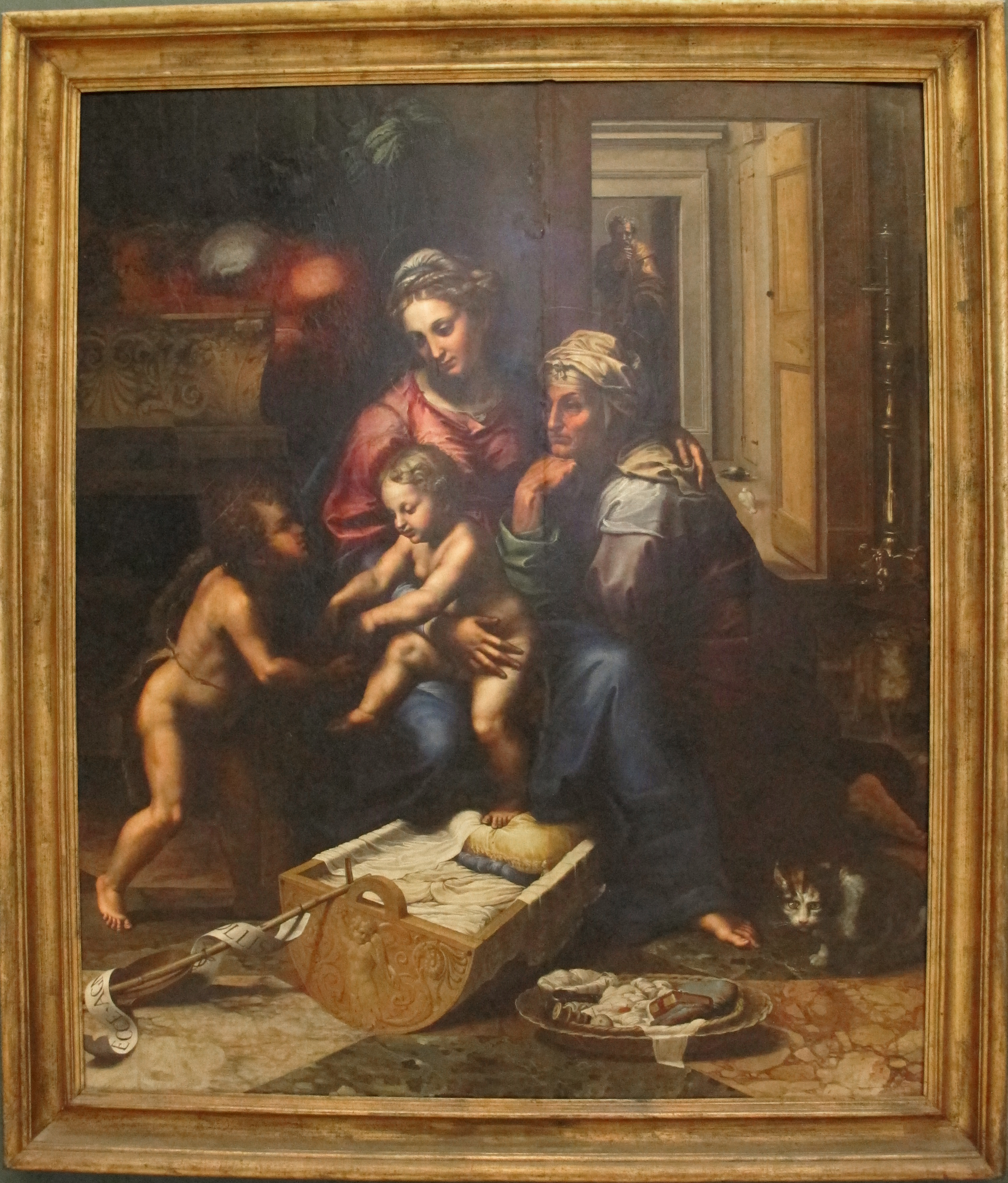
ジュリオ・ロマーノの1520年頃の絵画『猫の聖母』。ナポリ、国立カポディモンテ美術館所蔵。

レオナルド・ダ・ヴィンチの影響は中央の人物たちが三角形の構図に配置されていることや、明暗のコントラストおよび背景に顕著に現れている。人物の配置は階層的であり、イエスは三角形の構図の中で中心的位置にいるのに対し、聖母は幾何学的な構造の中で最も際立った存在として、イエスや揺りかご、聖ヨハネ、聖エリザベトによって形成される三角形の頂点を占めている。しかしそれは聖母マリアを取り囲む他の人物たちの動きを受けて彼女自身の身体がらせん状にねじれるという、安定しつつも緊張した構成であり、マニエリスムとミケランジェロ・ブオナローティの影響によって緩和されている。珍しい表現としては聖母マリアが聖エリザベトの肩を抱き寄せている点が指摘でき、また肘をついて瞑想する聖エリザベトのポーズはシスティーナ礼拝堂天井画の予言者エレミアの影響が指摘されている。
本作品の構図は明らかにラファエロのものであり、ラファエロや彼の工房の他の作品との間に多くの親和性が確認できる。画面の中央に聖母マリア、イエス、聖ヨハネ、聖エリザベトを置き、画面左の離れた場所に聖ヨセフを描く構成はナポリ、国立カポディモンテ美術館所蔵の『神の愛の聖母』（Madonna del Divino amore）に見られる。聖エリザベトの頭のターバンは同じくプラド美術館の所蔵で本作品より1年早く制作された『聖エリサベト訪問』（La Visitación）に、マリアに抱かれたイエスが揺りかごに足を乗せている構図はやはり同美術館所蔵の『樫の木の下の聖家族』（Sagrada Familia del roble）に描かれている。
近年のX線撮影や赤外線リフレクトグラフィを用いた科学調査は、制作の途中で風景と聖ヨセフのいる廃墟、聖母マリア、イエス、聖エリザベトなどに大幅な変更が加えられていることを明らかにした。中央の人物たちが配置された領域では、横に約11cmのスペースを区切るグリッドが観察されており、このグリッドの存在は現在の構成がより以前の図面に基づいていることを示している。これはラファエロの制作参加がその後も継続されたことを意味しているが、さらに一部の研究者によると、1518年頃のラファエロの構想を出発点とし、その後ジュリオ・ロマーノが加えた変更をラファエロが黙認した可能性すらある。多くの場合、本作品の制作はジュリオ・ロマーノに帰属されている。

## 来歴
ヴァザーリによると、本作品はバイユーの司教ルドヴィーコ・カノッサのために描かれた。彼の子孫であるガレアッツォ・カノッサ（Galeazzo Canossa）は1604年にそれをマントヴァ公ヴィンチェンツォ1世・ゴンザーガに贈り、ヴィンチェンツィオの子フェルディナンド1世・ゴンザーガの死去の翌1627年、ゴンザーガ家が所有する他の作品とともにイングランド国王チャールズ1世によって購入された。清教徒革命によってチャールズ1世が処刑されると、王のコレクションは競売にかけられ、本作品は同じくラファエロの『聖ゲオルギウスと竜』（ワシントン・ナショナル・ギャラリー版）とともに国王の借金の債権者の1人であったエドワード・バース（Edward Bass）に割り当てられた。本作品の評価額はチャールズ1世の絵画コレクションの中で最高額の2,000ポンドであった。エドワード・バースはその後1653年まで絵画を所有した後、スペイン大使アロンソ・デ・カルデナスに売却した。カルデナスは国王フェリペ4世の密命を帯び、宰相ルイス・メンデス・デ・アロの指示のもとで絵画の買収にあたっていた。こうして絵画はスペインにもたらされ、また彼の働きによって本作品の他にもティツィアーノの『猟犬を伴う皇帝カール5世』（Ritratto di Carlo V con il cane）やティントレットの『使徒たちの足を洗うキリスト』（La lavanda dei piedi）、マンテーニャの『聖母の死』（Morte della Vergine）、アンドレア・デル・サルトの『階段の聖母』（Madonna della Scala）、アルブレヒト・デューラーの『自画像』（Autorretrato）といった作品がスペイン王室にもたらされた。画家アントニオ・ポンツによると、本作品を目にしたフェリペ4世は「ここに私の絵画の中で最も素晴らしい真珠（la Perla）がある！」と叫んだ。王は本作品をエル・エスコリアル修道院に送り、ポンツは1656年にその場所で絵画を見ている。1813年、ナポレオン政権下でスペイン王となったジョゼフ・ボナパルトは絵画をパリに移したが、ナポレオン失脚後の1818年にエル・エスコリアル修道院に返還され、1857年にプラド美術館に収蔵された。

## ギャラリー

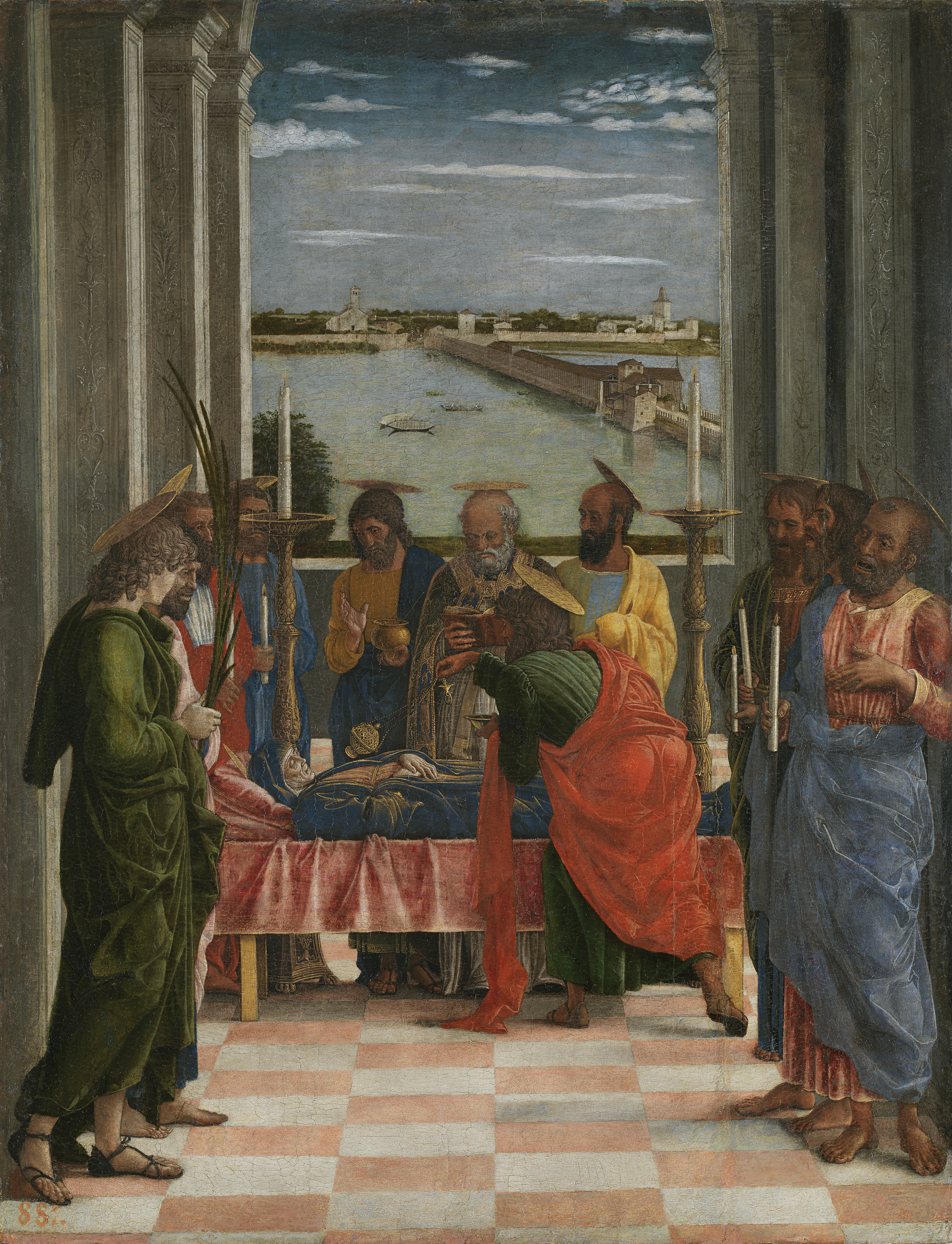
アンドレア・マンテーニャ『聖母の死』1462年頃
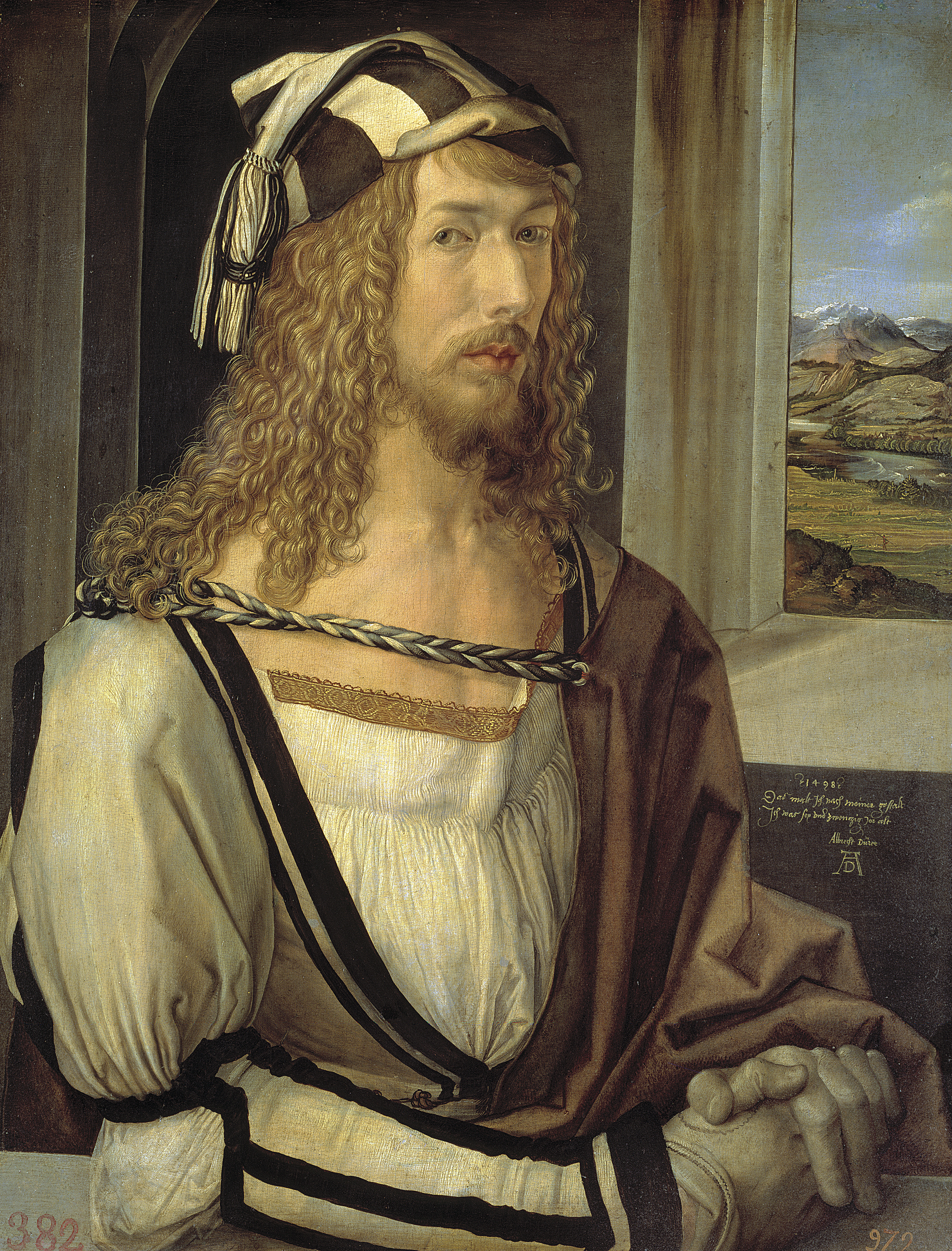
アルブレヒト・デューラー『自画像』1498年
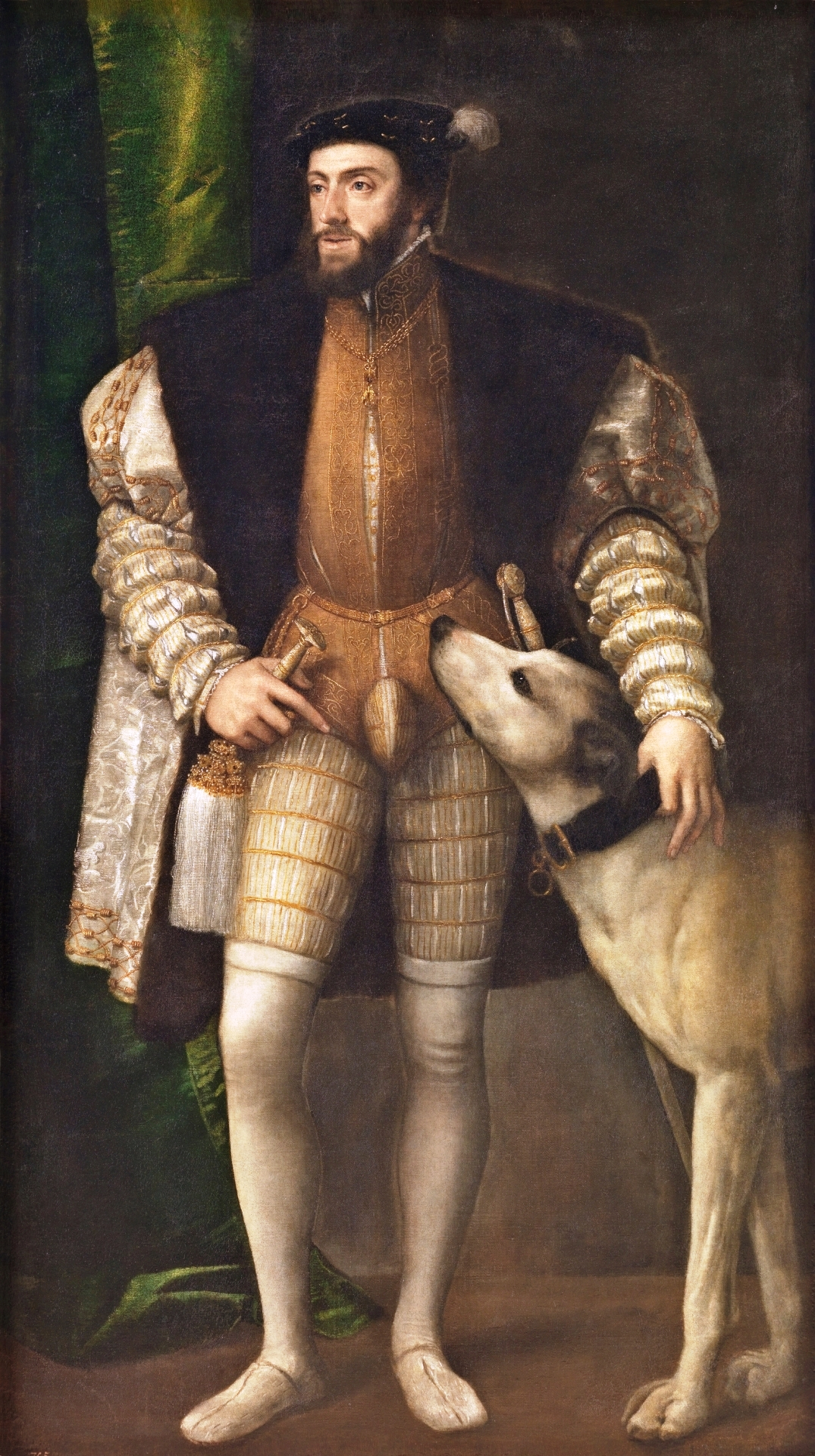
ティツィアーノ・ヴェチェッリオ『猟犬を伴う皇帝カール5世』1533年
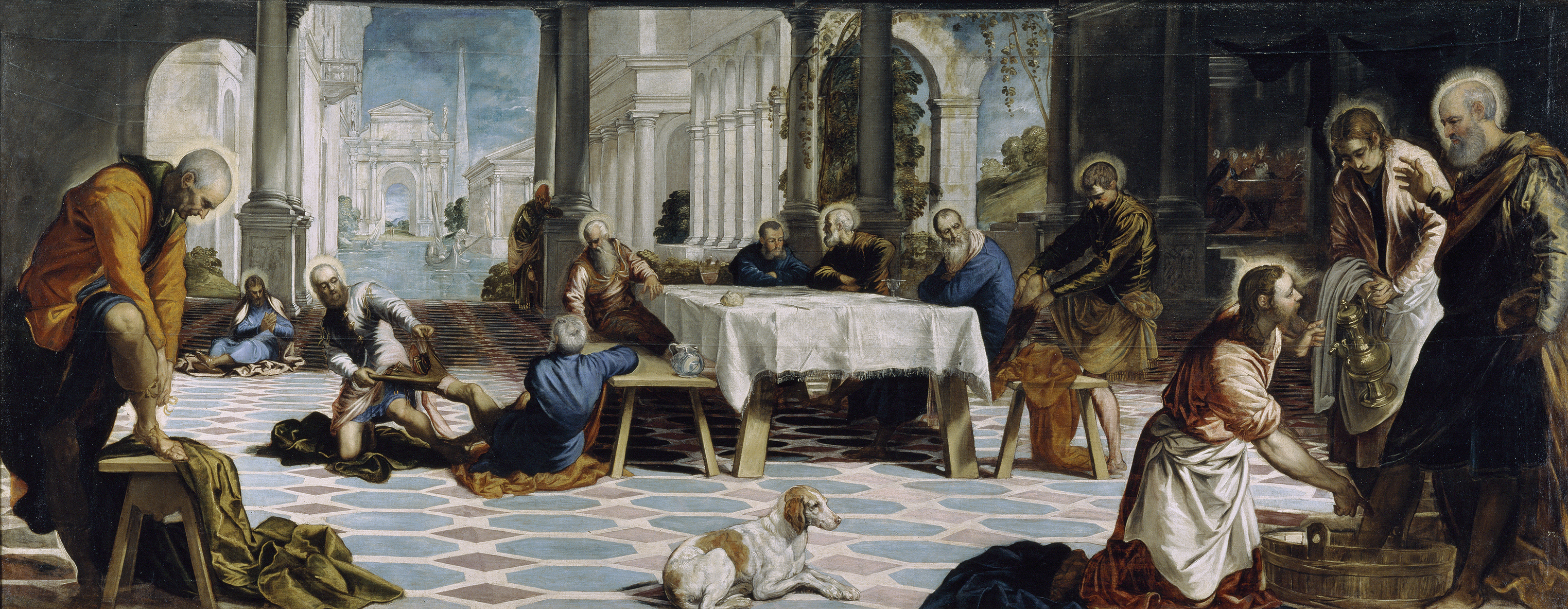
ティントレット『使徒たちの足を洗うキリスト』1548年-1549年頃